# Rawica-Józefatka
Rawica-Józefatka dawniej Józefatka – wieś w Polsce położona w województwie mazowieckim, w powiecie zwoleńskim, w gminie Tczów. 
Miejscowość wchodzi w skład sołectwa Rawica Stara.
W latach 1975–1998 miejscowość należała administracyjnie do województwa radomskiego.
Wierni Kościoła rzymskokatolickiego należą do parafii św. Jana Chrzciciela w Tczowie.